# Hydrocynus
A Hydrocynus a csontos halak (Osteichthyes) főosztályának sugarasúszójú halak (Actinopterygii) osztályába, ezen belül a pontylazacalakúak (Characiformes) rendjébe és az Alestidae családjába tartozó nem.

## Nevük
A Hydrocynus halnemnév a görög hydr = „víz” és kyon = „kutya” szavakból van összetéve. Tehát magyarra fordítva a jelentése nem egyéb, mint „vízi kutya”.

## Előfordulásuk
Az összes Hydrocynus-faj Afrikában őshonos. Habár a legtöbb faj Afrika szerte megtalálható, a Hydrocynus tanzaniae kizárólag Tanzániában fordul elő.

## Megjelenésük
E halak hossza és testtömege fajonként igen változó. A hossz 24,7-133 centiméter között van, míg a testtömeg, a Hydrocynus goliath esetében 50 kilogramm is lehet. A Hydrocynus brevis oldalvonala és a pikkelyes mellúszó töve között három pikkelysor húzódik, a többi faj esetében csak 2 pikkelysor van. Mindegyik Hydrocynus-fajon van zsírúszó.

## Életmódjuk
Trópusi és édesvízi ragadozó halak, amelyek a kontinens nagy folyóiban és tavaiban élnek. Többségük e vizes területek nyíltabb részein tartózkodnak, de vannak fajok amelyek a meder fenekén keresik a táplálékukat. Az oxigénben dús vizeket részesítik előnyben. Mindegyik fajnak a legfőbb tápláléka a kisebb halak, de egyesek gerincteleneket is fogyasztanak.

## Szaporodásuk
Az esős évszakban ívási vándorútra indulnak a folyók felsőbb szakaszaiba.

## Felhasználásuk
Az elterjedési területükön élő emberek ipari mértékben halásszák. Sok Hydrocynus-fajt a sporthorgászok is kedvelnek.

## Rendszerezés
A nembe az alábbi 5 faj tartozik:
- Hydrocynus brevis (Günther, 1864)
- Hydrocynus forskahlii (Cuvier, 1819) - típusfaj
- Hydrocynus goliath Boulenger, 1898
- Hydrocynus tanzaniae Brewster, 1986
- Hydrocynus vittatus Castelnau, 1861

## Képek

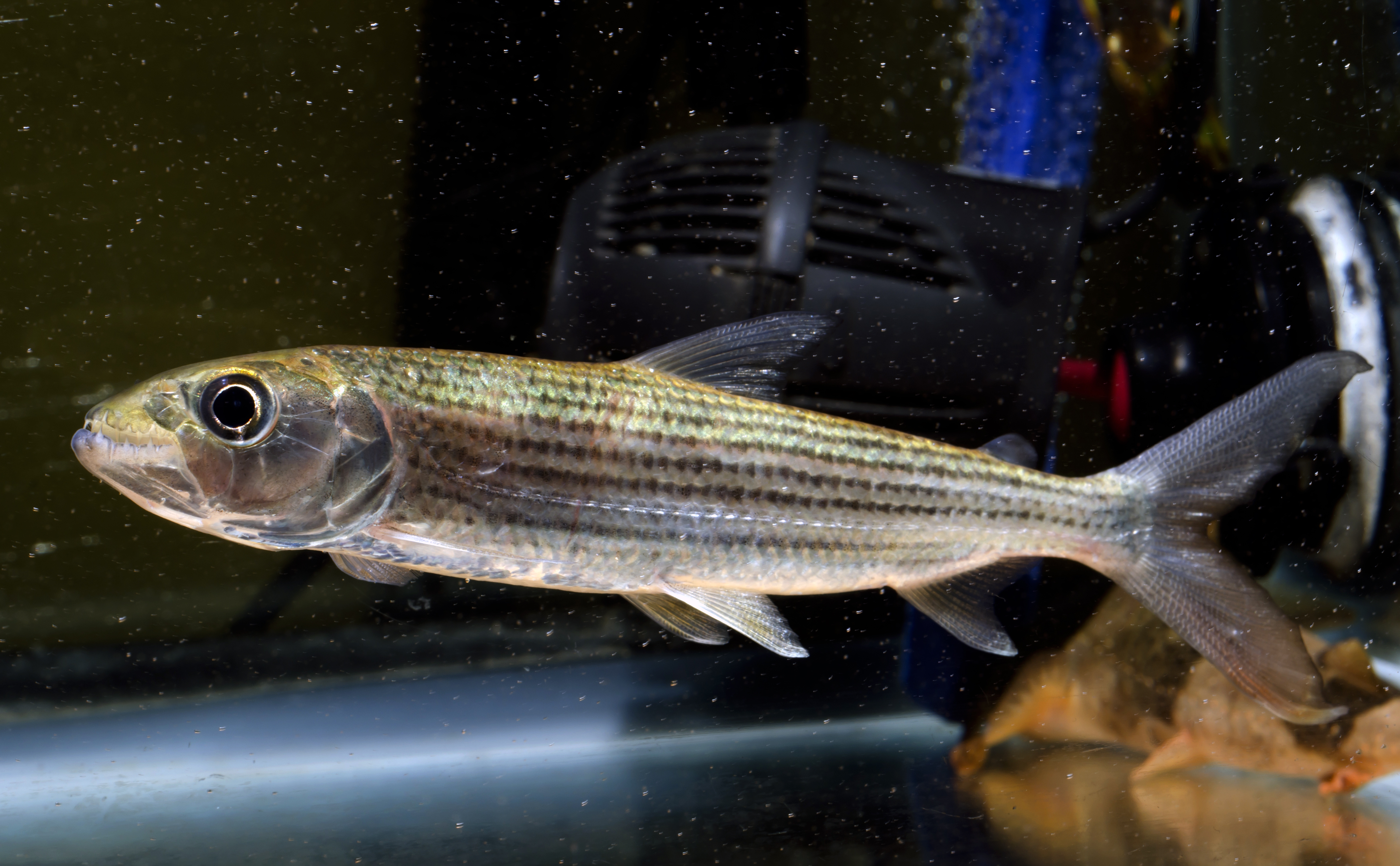
Hydrocynus brevis
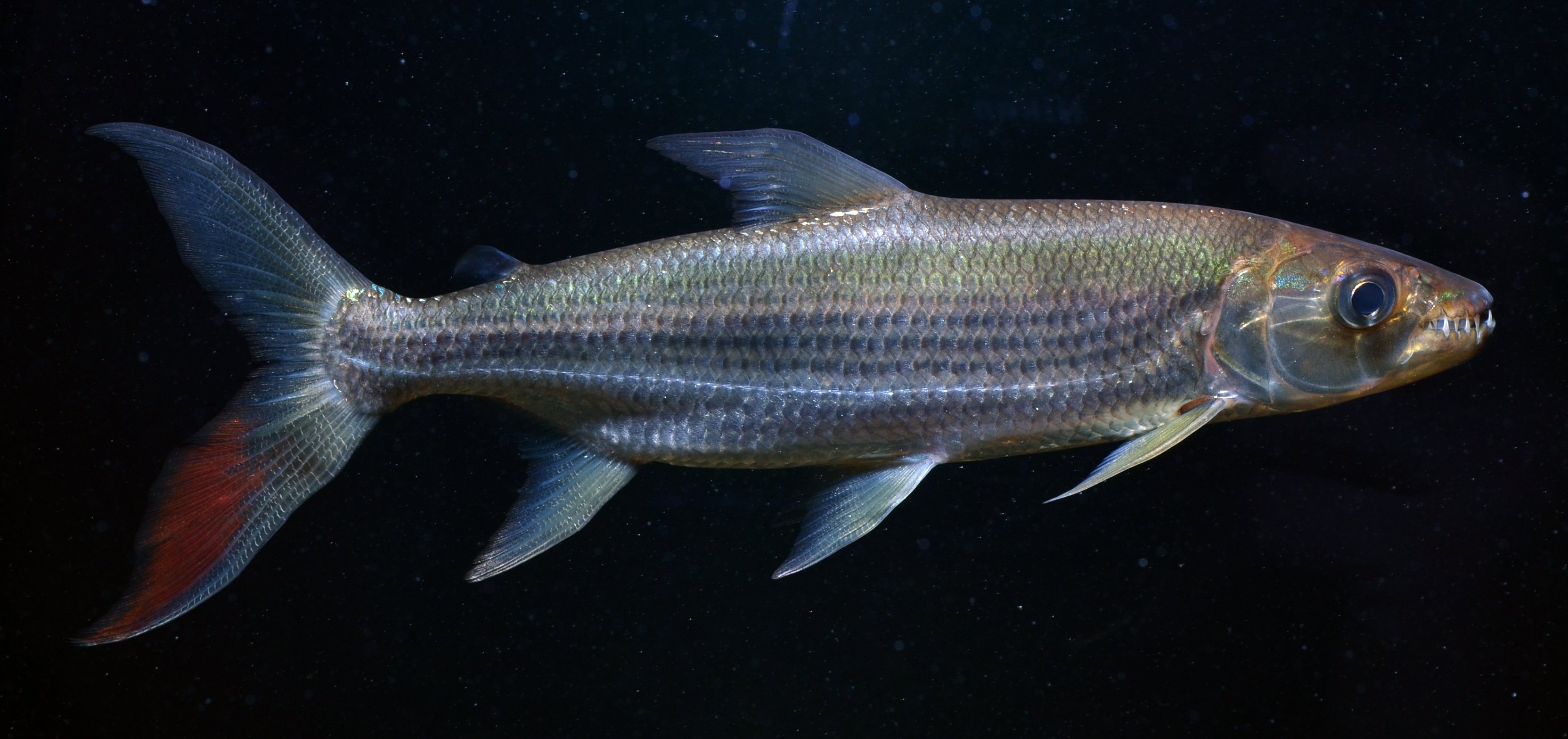
Hydrocynus goliath
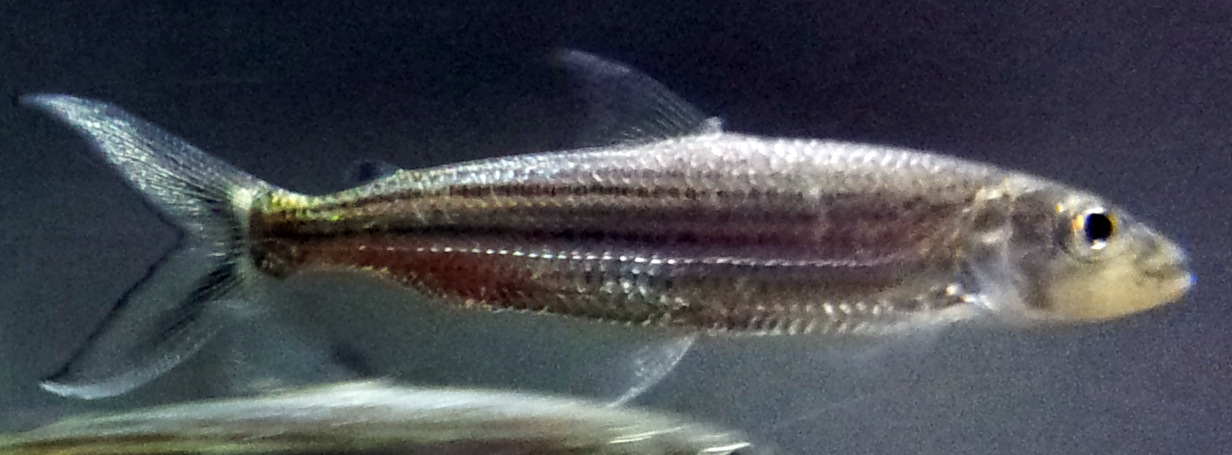
Hydrocynus tanzaniae
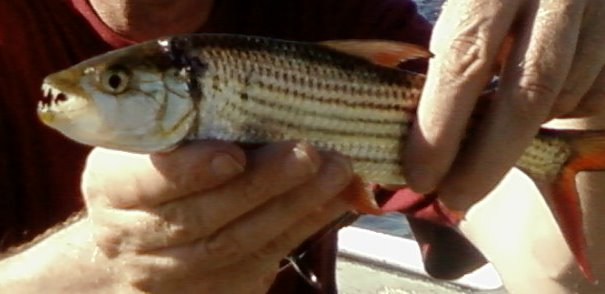
Hydrocynus vittatus